# Escàs
Escàs es una localidad de Andorra perteneciente a la parroquia de La Massana. Está situada a 1340 m s. n. m. En 2012 contaba con 68 habitantes.